# Râle noir
Laterallus jamaicensis
Espèce
Statut de conservation UICN

 EN  : En danger
Le Râle noir (Laterallus jamaicensis) est une espèce d'oiseau de la famille des Rallidae, dont l'aire dissoute s'étend à travers le continent américain, généralement les endroits marécageux d’eaux salés près des côtes mais également dans certains marais d’eau douce. Il est disparu ou menacé dans certains endroits à cause de la disparition de son habitat. La population la plus importante se trouve en Floride et en Californie.
Le râle noir est omnivore, se nourrissant principalement de petits invertébrés, de graines et de plantes des marais. Il a plusieurs prédateurs, incluant les faucons, les aigrettes et les hérons, et des mammifères comme les renards et les chats. Il s’appuie sur le couvert de végétation épais des marais pour se protéger. Les râles noirs sont des oiseaux territoriaux qui crient bruyamment et fréquemment durant la saison de reproduction.
Le râle noir est rarement observé, préférant courir dans le dense couvert végétal que voler. Sa présence est toutefois indiquée par son cri. La meilleure occasion de voir cet oiseau est d’attendre les grandes marées durant lesquelles il est forcé de sortir de la végétation.

## Taxinomie et systématique
La sous-espèce tuerosi ou « Râle du lac Junín », endémique des environs du lac Junín dans le centre du Pérou, était parfois considérée comme espèce à part entière.